# Calohypsibius placophorus
Calohypsibius placophorus är en djurart som tillhör fylumet trögkrypare, och som först beskrevs av da Cunha 1943.  Calohypsibius placophorus ingår i släktet Calohypsibius och familjen Calohypsibiidae. Inga underarter finns listade i Catalogue of Life.